# Excalibur Almaz
A Excalibur Almaz é uma empresa privado de voo espacial que planeja oferecer uma variedade de missões espaciais tripuladas para exploração profunda, ciência microgravidade, e entrega de carga útil. A Excalibur Almaz também tem como objetivo oferecer carga, entrega e retorno de tripulação a partir da órbita terrestre baixa.
As avaliações do projeto e de segurança de voo estão previstas para 2015. De acordo com uma entrevista de 2012 com Art Dula, o presidente da Excalibur Almaz, a cápsula Excalibur Almaz é supostamente em um "nível muito elevado de preparaão técnica" e poderia ser lançada dentro de 2 a 3 anos. O principal problema do primeiro voo tripulado da cápsula Excalibur Almaz é regulamentar, de acordo com Dula, como a cápsula VA já tinha feito nove voos de teste não tripulados durante o programa Almaz, todos os quais foram bem sucedidos. A empresa tem competido no programa Commercial Crew Development da NASA, mas não foi selecionada para receber financiamento sob quaisquer fases do mesmo.